# Droyes
Droyes är en kommun i departementet Haute-Marne i regionen Grand Est (tidigare regionen Champagne-Ardenne) i nordöstra Frankrike. Kommunen ligger i kantonen Montier-en-Der som tillhör arrondissementet Saint-Dizier. År 2018 hade Droyes 434 invånare.

## Befolkningsutveckling
Antalet invånare i kommunen Droyes
| Referens: INSEE |